# 暴れ川
暴れ川（あばれがわ）は、洪水や水害が多い河川のことである。
日本では、水源となる山地等から海などに注ぐまでの距離が短い川が多く、それによって流れが速い川が多い。そのような川でひとたび増水すると、その増水分を吸収・緩和できるバッファが少ないことから、堤防の越水・決壊等を招くことが往々にしてあり、そのため「暴れ川」という川が多い。

## 治水
洪水が多い日本では、昔から川の流れや川の流量を調整する治水が多く行われた。その一つとして、利根川東遷事業が広く知られる。それまで、東京湾に注いでいた利根川の下流部（現・江戸川）の流れを千葉県銚子市で太平洋に注ぐように変えた。

## 「暴れ川」とされる河川

### 日本三大暴れ川
- 利根川（坂東太郎）[1][2]（とねがわ、群馬県・埼玉県・〈東京都[3]〉・茨城県・千葉県、流路延長・日本第2位、流域面積・日本第1位、日本三大河川の一つ）
- 筑後川（筑紫次郎）[1][2]（ちくごがわ、熊本県・大分県・福岡県・佐賀県、規模（流路延長・流域面積）としては九州地方最大の河川）
- 吉野川（四国三郎）[1][2]（よしのがわ、高知県・徳島県）

### その他の暴れ川
- 荒川 (関東)（あらかわ、埼玉県・東京都、その名の通り荒ぶる川[4]）
- 姫川（ひめかわ、長野県・新潟県）
- 常願寺川（じょうがんじがわ、富山県、世界でも屈指の急流河川[5]）
- 金腐川（かなくさりがわ、石川県、二級河川）
- 信濃川（しなのがわ、長野県・新潟県、流域面積・日本第3位、日本三大河川の一つ）
- 天竜川（てんりゅうがわ、長野県・愛知県・静岡県、流域面積・日本第12位）
- 木曽川（きそがわ、長野県・岐阜県・愛知県・三重県、流路延長・日本第7位タイ[6]、木曽三川の一つ）
- 長良川（ながらがわ、岐阜県・愛知県・三重県、日本三大清流の一つ、木曽三川の一つ）
- 揖斐川（いびがわ、岐阜県・三重県、木曽三川の一つ）
- 桂川（かつらがわ、京都府、淀川の支流の一つ）
- 刈谷田川（かりやたがわ、新潟県、信濃川の支流の一つ）
- 手取川（てどりがわ、石川県）
- 黒部川（くろべがわ、富山県、上流から中流部が日本三大渓谷の黒部峡谷と呼ばれる）
- 九頭竜川（くずりゅうがわ、福井県）
- 球磨川（くまがわ、熊本県、日本三大急流の一つ）

他